# Josef Anton Gmeiner
Josef Anton Gmeiner (1862 - 1926) foi um matemático austríaco, que trabalhou com teoria dos números e análise matemática.
Obteve um doutorado na Universidade de Innsbruck em 1895, orientado por Leopold Gegenbauer e Otto Stolz.